# Sneum Å
Sneum Å er 34 km lang å  der har sit udspring  syd for Agerbæk og  nord for Klelund Plantage ca. 30 km nordøst for Esbjerg og afvander godt 500 km² af Sydvestjylland i Varde- Vejen- og Esbjerg Kommuner. Største tilløb er Holsted Å, der kommer fra øst, lige nordvest for Bramming. Den er forholdsvis ureguleret og løber ud i Vadehavet gennem en sluse  fra 1923 ved Store Darum i Allerup Enge, og de sidste fire kilometer  løber åen gennem rørskov. Ved udløbet ligger Sneum Digesø der er dannet da man gravede slik til digerne. 
Området er en meget artsrig fuglelokalitet, hvor bl.a. den sjældne klyde-lignende art, stylteløber, er blevet iagttaget flere gange. Åen må besejles fra Endrup til havslusen. 

## Naturbeskyttelse
En væsentlig del af åens løb og omgivelser danner Natura 2000
-område nr. 90 Sneum Å og Holsted Å (habitatområde 79), og den nedre del er en del af område nr. 89 Vadehavet og Nationalpark Vadehavet. Et lille stykke af åen syd for Endrup er fredet. 55 ha af Allerup Enge fredet, og området er udlagt som fuglereservat.

## Eksterne kilder og henvisninger
1. 1 2 3  Om fredningen  på fredninger.dk
2. ↑  Regler og tip for sejlads på Sneum Å og Holsted Å Arkiveret 13. november 2016 hos  Wayback Machine - Vejen Kommune
3. ↑  "Efterlønner fra Vestjylland sendte sin drone af sted igen: Det fik han denne flotte og vilde video ud af | jv.dk". jv.dk. 8. februar 2024.
4. ↑  Sneum Digesø Arkiveret 12. november 2016 hos  Wayback Machine på visitesbjerg.dk

- Om Sneum Sluse Arkiveret 12. november 2016 hos  Wayback Machine  på Slots- og Kulturstyrelsens websted slks.dk

55°26′10.1″N 8°37′13.54″Ø / 55.436139°N 8.6204278°Ø